# Liste des épisodes de Georgie
Cet article présente le guide des épisodes de la série télévisée d'animation Georgie. Les 45 épisodes sont diffusés pour la première fois entre 1983 et 1984.

## Liste des épisodes
| No | Titre français           | Titre japonais                        | Titre japonais                              | Date de 1re diffusion |
| No | Titre français           | Kanji                                 | Rōmaji                                      | Date de 1re diffusion |
| --- | ------------------------ | ------------------------------------- | ------------------------------------------- | --------------------- |
| 1 | Le secret du bracelet    | 腕輪の秘密                            | Udewa no himitsu                            | 9 avril 1983          |
| Monsieur et Madame Baker vivent dans une ferme en Australie avec leurs trois enfants Abel, Arthur et leur petite sœur Georgie ; un jour, lorsque le père revient de voyage, il s'aperçoit que Georgie a perdu son bracelet ; on apprend ainsi que le bijou détient le secret de ses origines ; elle a été recueillie et élevée par la famille mais n'est pas leur véritable fille, quoiqu'elle ignore tout de la vérité sur sa naissance ; elle retrouve heureusement l'objet précieux qui pourrait lui permettre dans le futur de remonter à ses véritables origines. |                          |                                       |                                             |                       |
| 2 | Papa a promis            | 父さんの約束                          | Tōsan no yakusoku                           | 16 avril 1983         |
| Georgie recueille un petit bébé koala surnommé Kim qu'elle décide de garder et d'élever avec l'accord de ses parents ; les enfants devaient construire une cabane avec leur père mais Madame Baker s'oppose à cette idée redoutant leurs jeux d'enfants lorsqu'Abel fait allusion d'être "le papa" ; en effet, elle craint le rapprochement entre ses fils et Georgie dont le père est, on l'apprend, un proscrit ; finalement, ils bâtissent une plate-forme. Monsieur Baker décide de les emmener faire un pique-nique à l'île du Lézard. |                          |                                       |                                             |                       |
| 3 | L'ile du Lézard          | トカゲ島のできごと                    | Tokage shima nodekigoto                     | 23 avril 1983         |
| Mr Baker, Abel, Arthur et Georgie se rendent à l’île du Lézard pendant que Mme Baker se rend en ville. À l’ile du Lézard, Kim, effrayé par un fourmilier, se réfugie dans un arbre d’où il n’arrive plus à descendre. Georgie monte sur l’arbre pour l’aider à descendre, mais elle retombe sur le canoë qui est emporté par le courant, avec Georgie et Kim à l’intérieur. Mr Baker arrive à les sauver mais se blesse sur sa jambe. Une fois sur la rive, les Baker sont accueillis par l’oncle Kevin qui s’inquiétait à cause de l’orage qui se préparait. Cependant la blessure de Mr Baker est plus grave qu’il n’a voulu le faire croire… |                          |                                       |                                             |                       |
| 4 | Reste avec nous papa     | 父さん、 死んじゃいや!                | Tōsan, shinji yaiya !                       | 30 avril 1983         |
| Mr Baker (le papa de Georgie) va mal. Abel est envoyé chercher le médecin mais celui-ci est absent et ne pourra ausculter Mr Baker que le lendemain. L’oncle Kevin rassure tout de même la famille Baker que c’est une simple fièvre qui devra guérir au bout d’une nuit de repos. Georgie veille toute la nuit sur son père au point que Mme Baker en vient à lui pardonner la blessure de son mari. Le lendemain cependant, Mr Baker se porte encore plus mal et le médecin conseille de l’hospitaliser le plus vite afin d’opérer son estomac. En effet, le petit incident de Georgie avec le canoë avait fait beaucoup plus de dégâts qu’on ne l’avait cru. Mme Baker se fâche alors contre Georgie. Elle dit que c’est la faute de Kim, qu’elle n’aurait jamais dû l’accepter et qu’elle n’aurait jamais dû accepter l’autre (Georgie). On voit alors dans quelles conditions Mr et Mme Baker avaient recueilli Georgie : elle était la fille d’une famille d’exilé. Sa mère s’était échappée de prison et avait été accidentellement blessée quand elle avait confié Georgie à Mr Baker. Ce flashback explique aussi pourquoi son père insistait pour que Georgie ait toujours son bracelet. À la fin de l’épisode Mr Baker demande à Mme Baker de prendre soin de Georgie avant de rendre l’âme sous les yeux d'Abel, Arthur et Mme Baker, désemparés |                          |                                       |                                             |                       |
| 5 | Vendra-t-on la ferme?    | 牧場を 売らないで…                    | Bokujō wo ura naide…                        | 7 mai 1983            |
| Georgie est toujours triste d’avoir perdu son père et sa relation avec Mme Baker se détériore encore plus. Elle apprend que Mme Baker veut vendre la ferme en parle à Abel et Arthur qui, avec son aide, arrivent à dissuader Mme Baker de cette vente. Ils arrivent en effet à aider la « femme » de Bongo (le mouton) à mettre bas un petit agneau. |                          |                                       |                                             |                       |
| 6 | Rêves d'enfants          | 兄妹の すてきな夢                     | Kyōdai nosutekina yume                      | 14 mai 1983           |
| On annonce la construction d’un chemin de fer dans la campagne. Georgie, Abel et Arthur font connaissance avec Mr Hubert, un artiste étranger qui passe son temps à voyager. Il inspire Abel qui rêve de devenir marin. Arthur lui rêve de reprendre un jour la ferme de son père et d’en faire une grande ferme et Georgie de se marier. On sent dans cet épisode une certaine rivalité entre les deux frère quant à plaire à Georgie. |                          |                                       |                                             |                       |
| 7 | Le Bracelet perdu        | なくなった ブレスレット               | Nakunatta buresureddo                       | 21 mai 1983           |
| Pour rentrer à Londres et réaliser son rêve (devenir acteur), Mr Hubert doit travailler dans une mine afin d’économiser assez d’argent. Ce travail étant difficile pour lui, il vole le bracelet de Georgie et embarque dans un navire pour Londres. Abel, Arthur et Georgie le retrouve juste avant le départ du navire. Et alors que le capitaine ordonne qu’on le livre à la police, Georgie plaide sa cause et obtient que Mr Hubert travaille dans le navire afin de payer son voyage. |                          |                                       |                                             |                       |
| 8 | Sœur Katie               | 友だちは いじめっ子?                  | Tomo dachihaijimetsu ko ?                   | 28 mai 1983           |
| Une église est construite dans le village voisin où la sœur Katie donnera cours aux enfants. Au début réticente d’y laisser aller Georgie, Mme Baker finit par céder, sur les conseils de l’oncle Kevin. Georgie, Abel et Arthur partis accompagné Sœur Katie au village voisin, font la connaissance des garçons du village. Si leur rencontre commence par une dispute, elle termine par le début d’une belle amitié. |                          |                                       |                                             |                       |
| 9 | L'autre Abel             | おかしなアベル                        | Okashina aberu                              | 4 juin 1983           |
| Georgie, Abel et Arthur vont à l’école du village dirigée par la sœur Katie. Là, Georgie découvre une autre facette de son frère Abel. En effet, celui-ci, las des moqueries des garçons du village sur sa façon de se comporter avec Georgie, la traite méchamment. Cependant, à la fin, tout rentre en ordre. |                          |                                       |                                             |                       |
| 10 | Bon anniversaire Maman   | 母さんが笑った!                       | Kaasan ga waratta !                         | 11 juin 1983          |
| Trois ans après la mort de Mr Baker, Georgie a 10 ans. Georgie, Abel et Arthur décident d’organiser un repas d’anniversaire surprise à leur maman afin de lui faire plaisir. Découvrant les cadeaux que lui font Abel et Arthur en cachette, elle se méprend en pensant qu’il s’agit de cadeaux pour Georgie. Elle avoue, sur la tombe son défunt mari, être jalouse de l’attention que portent Abel et Arthur à Georgie. Quand finalement elle découvre qu’il s’agissait de ses cadeaux, elle se repent de ses pensées. |                          |                                       |                                             |                       |
| 11 | Une visite inattendue    | 思いがけない お客さま                 | Omoigakenaio kyaku sama                     | 18 juin 1983          |
| Mr Johnson, un peintre de Sydney, ami à l’oncle Kevin, vient déjeuner chez les Baker. Il fait remarquer la non ressemblance entre Georgie et les autres membres de la famille (ses cheveux, ses yeux, etc.) Il fait un portrait de la famille Baker et traite Georgie avec beaucoup de charme et de gentillesse (comme une dame) et cela rend jaloux les deux frères, surtout Abel qui s’en prend à Mr Johnson. Madame Baker se rend compte que ses enfants grandissent et demande à Georgie d’aménager dans sa propre chambre. Arthur et Georgie ne sont pas d’accord mais Abel si. Il réalise qu’il ressent pour Georgie plus d’affection que pour une sœur. |                          |                                       |                                             |                       |
| 12 | La Tempête               | 今日から一人部屋                      | Kyō kara hitoribeya                         | 25 juin 1983          |
| Georgie doit faire une nouvelle expérience : dormir toute seule dans sa chambre. Sous une nuit de tempête, elle arrive à surmonter sa peur. |                          |                                       |                                             |                       |
| 13 | Abel est jaloux          | アベルが ヤキモチをやいた!            | Aberu gayakimochiwoyaita !                  | 2 juillet 1983        |
| À l’école de la sœur Katie, Abel est jaloux de l’attention que se portent Georgie et Robert. Il en arrive jusqu’à se battre avec le frère de celui-ci. Lorsque Mme Baker l’apprend, elle blâme Georgie qui finit par se demander si sa mère l’aime vraiment et s’il s’agit réellement de sa mère. Mais l’oncle Kevin la rassure. |                          |                                       |                                             |                       |
| 14 | Les Loups                | アベルの決意                          | Aberu no ketsui                             | 9 juillet 1983        |
| Abel voudrait devenir marin plus tard, mais sa mère ne le voit pas d’un bon œil étant donné les dangers en mer. Pour lutter contre les loups, Arthur a besoin de l’aide d’Abel qui finalement réalise que seul, Arthur aura du mal à s’occuper de la ferme dans le futur. Il décide de renoncer à son rêve. |                          |                                       |                                             |                       |
| 15 | Bettie la chipie         | じゃじゃ馬ベッキィ                    | Jaja uma bekkii                             | 16 juillet 1983       |
| Deux ans plus tard, Georgie apprend à monter à cheval. Elle accompagne Abel et Arthur à une randonnée vers la capitale. Abel secours une jeune demoiselle en détresse Bettie Clark, qui est issue d’une des familles les plus riches du pays. Elle a le béguin pour Abel – qu’elle ne laisse pas indifférent – et ne peut pas supporter Georgie. Cette nouvelle fait plaisir a Mme Baker, qui a toujours souhaité qu’Abel rencontre une fille et oublie quelque peu Georgie. |                          |                                       |                                             |                       |
| 16 | Le Goûter d'anniversaire | ベッキィの誕生日                      | Bekkii no tanjōbi                           | 23 juillet 1983       |
| Bettie invite Abel, Arthur et Georgie à son gouter d’anniversaire à Sydney. Georgie promet de tout faire pour ne pas embêter Bettie mais celle-ci s’est préparée à la ridiculiser et à lui pourrir la vie. Finalement, Bettie demande à Abel d’ordonner à Georgie de rentrer à la maison, mais Abel réalise alors qu’aucune femme ne prendra plus de place dans son cœur que Georgie. Et Arthur n’est pas loin de ressentir la même chose. |                          |                                       |                                             |                       |
| 17 | Kim se fiance            | ラップのお嫁さん                      | Rappu noo yomesan                           | 30 juillet 1983       |
| Abel reconnait être amoureux de Georgie et s’apprête à lui avouer qu’elle n’est pas leur vraie sœur mais Arthur intervient juste à temps pour l’en empêcher. Arthur se comporte de façon étrange avec Georgie : il est plus distant. Et même s’il nie ressentir autre chose que de l’affection fraternel pour Georgie durant une discussion avec Abel, il reconnait au fond de lui en être aussi amoureux mais juge inutile d’en parler parce que Georgie est heureuse en les ayant comme frère. Kim se trouve une compagne dans les champs. Et un homme débarque en Australie et se demande comment il peut lui être possible de retrouver une jeune fille dans un si vaste pays. |                          |                                       |                                             |                       |
| 18 | Le cavalier              | アーサーの嘘                          | Asa no uso                                  | 6 août 1983           |
| Le Dr Stephen est à la recherche de Georgie : une jeune fille de treize ans aux cheveux blonds et aux yeux bleus, portant un bracelet d’or. Il manque de se croiser avec elle. Il tombe néanmoins sur Abel et Arthur, décidés à lui dire la vérité. Cependant, Arthur ment que Georgie est leur sœur et qu’elle ne porte pas de bracelet. Une fois le médecin parti, il avoue à Abel être lui aussi amoureux de Georgie. |                          |                                       |                                             |                       |
| 19 | Georgie couturière       | デザイナーに なるの?!                 | Dezaina ninaru ?                            | 13 août 1983          |
| Georgie rencontre Barbara : une grande couturière de Sydney. Elle propose à Mme Baker d’adopter Georgie et de l’amener avec elle à Sydney où elle lui apprendra le métier de couturière. Mme Baker en est ravie parce que cela éloignera Georgie de ses frères qui sont tous deux amoureux d’elle. En fin de compte, Arthur demande à Georgie de rester avec eux : sa famille, et se promet de toujours veiller au bonheur de Georgie – et donc à la traiter comme sa sœur – peu importe ses sentiments. |                          |                                       |                                             |                       |
| 20 | Le Départ d'Abel         | さようなら オーストラリア             | Sayōnara osutoraria                         | 20 août 1983          |
| Depuis la décision d’Arthur de toujours veiller au bonheur de Georgie, le courant passe à merveille entre les deux. Mais Abel de son côté finit par se renfermer ne pouvant exprimer ses sentiments à Georgie. Faisant la connaissance de Jessica, fille d’un ancien capitaine, il décide de réaliser son rêve et devient marin. En effet, il comprend que sa seule façon de protéger Georgie est de s’en éloigner. Au début pas consentant, Mme Baker finit par être convaincue par l’oncle Kevin. |                          |                                       |                                             |                       |
| 21 | Bleu comme le ciel       | 瞳の色は 優しいブルー                 | Hitomi no shoku ha yasashii buru            | 27 août 1983          |
| Un an après le départ d’Abel, celui-ci ne peut arrêter de penser à Georgie. Il se décide finalement de rentrer en Australie. Chez les Baker, Mme Baker se demande pourquoi Abel a décidé de rentrer plus tôt que prévu et redoute qu’il ne soit rentré avouer ses sentiments à Georgie mais l’oncle Kevin la rassure. Et Georgie fait la connaissance d’un jeune homme aux yeux bleus comme le ciel mais se garde d’en parler à son frère Arthur et à sa mère. |                          |                                       |                                             |                       |
| 22 | Abel est de retour       | お帰りなさい アベル                   | O kaeri nasai aberu                         | 3 septembre 1983      |
| Abel est de retour avec la ferme intention d’avouer ses sentiments à Georgie mais un concours de circonstance l’en empêche. Arthur lui rappelle la promesse qu’il lui avait faite de ne jamais dévoiler à Georgie qu’elle n’est pas leur sœur mais Abel ne sait pas combien de temps il risquerait de tenir. Cependant, il s’engager à ne pas contrarier sa mère durant son séjour. |                          |                                       |                                             |                       |
| 23 | Le Chemin de fer         | その人の名は… ロエ                    | Sono nin no mei ha ... roeru                | 10 septembre 1983     |
| 1856, c’est le jour de l’inauguration du chemin de fer et la famille Baker s’y rend. Georgie découvre que le mystérieux jeune homme aux yeux bleus comme le ciel n’est autre que Laurent Gray, petit fils du futur maire de Sydney, mais aussi qu’il est fiancé à une princesse. |                          |                                       |                                             |                       |
| 24 | Premier baiser           | はじめての キス!                      | Hajimeteno kisu                             | 17 septembre 1983     |
| L’oncle Kevin est malade et Georgie décide de participer au concours de boomerang pour gagner le premier prix – une moissonneuse batteuse – et l’offrir à son oncle. Cependant, les filles n’étant pas permis de concourir, elle se déguise en garçon et gagne le 1er prix : la moissonneuse batteuse et un baiser de la princesse Élise, la fiancée de Laurent Gray. Georgie révèle cependant qu’elle est une fille et reçoit le baiser de Laurent, ce qui rend Abel fou de rage et le pousse à frapper Laurent. La princesse Élise veut humilier les frères Baker mais Laurent intervient juste à temps pour l’en empêcher. Plus tard, il s’excuse auprès de Georgie, Abel et Arthur et les convie au bal organisé par le gouverneur Gray. |                          |                                       |                                             |                       |
| 25 | Le Secret dévoilé        | ジョージィの かくされた過去の秘       | Jojii no kakusa reta kako no himitsu        | 24 septembre 1983     |
| Mme Baker ne veut pas que ses enfants aillent au bal organisé par le gouverneur Gray. Laurent vient voir Georgie et l’embrasse alors qu’Abel les voit. Il décide donc de déclarer sa flamme à Georgie. Arthur est contre cette idée et les deux frères se battent jusqu’à l’arrivée de Mme Baker. Celle-ci ayant appris qu’Abel veut épouser Georgie dévoile à ses fils le secret de son origine : elle est la fille d’un exilé. Lorsqu’Abel apprend la nouvelle, il s’enfuit de la maison. |                          |                                       |                                             |                       |
| 26 | Nuit de passion          | 嵐の夜・愛を うちあけるロエル…        | Arashi no yoru . ai wōchiakeru roeru        | 1er octobre 1983      |
| Abel est bouleversé d’avoir appris que Georgie était la fille d’un exilé et s’en va chez Jessica essayant d’oublier Georgie. Mails il finit par reconnaitre à Jessica qu’il en aime une autre. Quant à Georgie, elle reçoit en pleine tempête la visite de Laurent, qui lui explique qu’il doit aller en Angleterre annoncer à sa mère qu’il rompt les fiançailles avec la princesse et qu’il va épouser Georgie : il lui remet une boite à musique comme signe de leur engagement. Mme Baker elle, en veut à Georgie pour tout ce qui arrive à Abel et se promet que cette dernière ne restera plus longtemps à la maison. |                          |                                       |                                             |                       |
| 27 | La Détresse de Georgie   | 秘密を知った 悲しみのジョージィ       | Himitsu wo shitta kanashimi no jojii        | 8 octobre 1983        |
| À peine rentrée de sa rencontre avec Laurent que Mme Baker avoue, pleine de rage, à Georgie toute la vérité sur ses origines et la chasse de la maison. Prise au dépourvu, Georgie s’enfuit et tombe accidentellement dans la rivière où elle avait rencontré Laurent et décide de se laisser mourir. Arthur, qui est parti à sa recherche la sauve juste à temps et l’amène chez l’oncle Kevin. Là bas, il avoue sa flamme à une Georgie inconsciente. Mais il découvre qu’en fait Georgie aime Laurent et décide de rester le grand frère soucieux du bonheur de sa sœur. Abel de son côté décide que peu lui importe que les parents de Georgie soient exilés : il l’aime et veut l’épouser. Lorsqu’il apprend que Mme Baker a chassé Georgie de la maison, il décide de l’amener vivre ailleurs… Seulement, Abel ignore tout de Laurent. |                          |                                       |                                             |                       |
| 28 | Cruel dilemme            | アベルとアーサー・ 二つの愛のかたち   | Aberu to asa . futatsu no ai nokatachi      | 15 octobre 1983       |
| Georgie se réveille dans un lit devant Arthur et Abel, qui l'ont repêchée dans la rivière. Elle interroge l'oncle Kevin à propos de ses parents, et ce dernier se décide enfin à lui raconter toute l'histoire... |                          |                                       |                                             |                       |
| 29 | La Décision de Georgie   | 旅立ちの 決心をするジョージィ         | Tabidachi no kesshin wosuru jojii           | 22 octobre 1983       |
| Georgie décide de partir en Angleterre. Elle se fait passer pour un marin et trouve un embarquement avec le chien Williams, qui l'a accompagnée. Pendant ce temps, Abel et Arthur ont appris la nouvelle et galopent vers le port. La mère de Georgie est prise d'accès de douleurs... |                          |                                       |                                             |                       |
| 30 | La Mort de maman         | ジョージィを追うアベル そして母の死   | Jojii wo ō aberu, soshite haha no shi       | 29 octobre 1983       |
| Georgie décide d'embarquer pour l'Angleterre afin de retrouver ses parents. Abel, fou amoureux d'elle, prend le bateau suivant pour la rejoindre. Arthur rentre chez lui. Son oncle, qui est devant la porte de la maison, lui annonce que leur maman est morte. |                          |                                       |                                             |                       |
| 31 | Vers l'Angleterre        | ちりぢりになって イギリスへ向かう三人 | Chiridirininatte igirisu ni muka u 3 nin    | 12 novembre 1983      |
| Georgie file à bord d'un bateau vers l'Angleterre. Abel, toujours amoureux d'elle, la suit à quelques miles de distance. Lors du voyage, une petite fille tombe à l'eau. Georgie, malgré les requins, saute à l'eau et sauve celle-ci. Pour la remercier, le capitaine lui offre une cabine... |                          |                                       |                                             |                       |
| 32 | Trois Bateaux            | 船員ジョージィと 夢見る少女キャサリン | Sen'in jojii to yumemi ru shōjo kyasarin    | 19 novembre 1983      |
| Georgie file vers l'Angleterre à bord d'un bateau. Le docteur du navire demande à Georgie où elle a trouvé le bracelet qu'elle porte. La jeune fille préfère ne pas répondre, car elle doit se faire passer pour un garçon. À quelques miles derrière le navire, Abel est sur un autre bateau. Encore plus loin, Laurent navigue également vers l'Angleterre... |                          |                                       |                                             |                       |
| 33 | L'Effroyable piège       | ジョージィにかけられた 恐ろしいワナ   | Jojii nikakerareta osoro shii wana          | 26 novembre 1983      |
| Le voilier "L'Alérien" continue son voyage. Le commandant charge Jo, qui n'est autre que Georgie déguisée, de mener une enquête à propos des vols. Mais le docteur Stephens découvre la réelle identité de Jo... |                          |                                       |                                             |                       |
| 34 | Les Retrouvailles        | 再会する二人 ～ジョージィとロエル～   | Saikai suru futari ~ jojii to roeru ~       | 3 décembre 1983       |
| Arrivée en Angleterre, Georgie est invitée par Catherine et son père à résider chez eux. Sans qu'elle le sache, la voiture de Laurent passe juste devant elle. Catherine et sa maman essaient de choisir une robe pour Georgie. Cette dernière décide d'en confectionner une à partir de deux robes... |                          |                                       |                                             |                       |
| 35 | Rêves et larmes          | おばあちゃんの 夢とロエルの涙         | Obaachanno yume to roeru no namida          | 10 décembre 1983      |
| Même si la présence de Georgie est pour Laurent comme un miracle, son sens des réalités finit par reprendre le dessus. Après avoir flirté, nos deux tourtereaux vont se restaurer. Durant le repas, le jeune homme promet à Georgie de rompre ses fiançailles avec Élise... |                          |                                       |                                             |                       |
| 36 | Les Aveux                | ジョージィを 見つけたアベル!          | Jojii wo mitsu keta aberu !                 | 17 décembre 1983      |
| Alors qu'il déambule dans les rues de Londres, Abel retrouve Georgie. La jeune fille, qui se remémore son séjour en Australie avec le jeune homme, lui avoue qu'elle en aime un autre, qu'elle doit d'ailleurs épouser tout prochainement... Quelque temps plus tard, Georgie croise Élise, et les deux demoiselles ont une sérieuse prise de bec à propos de Laurent... |                          |                                       |                                             |                       |
| 37 | Le Jugement d'Abel       | ロエルとの結婚に 反対するアベル       | Jojii tono kekkon ni hantai suru aberu      | 24 décembre 1983      |
| Alors qu'Abel refuse d'admettre l'amour de Georgie pour Laurent, celui-ci arrive et annonce clairement au duc et à Élise qu'il veut se marier avec Georgie... Pendant ce temps, Abel décide de laisser Georgie tranquille et de la suivre de loin en loin... C'est alors qu'il apprend qu'Arthur est à Londres lui aussi... |                          |                                       |                                             |                       |
| 38 | Les Menaces du duc       | 忍びよるダンゲリング 公爵の魔の手     | Shinobi yoru dangeringu kōshaku no ma no te | 7 janvier 1984        |
| Le duc Roussac promet à Élise de faire tout son possible pour que Laurent l'épouse. Georgie décide quant à elle de quitter les Barnier, car elle considère qu'elle les compromet trop... Alors que la jeune fille erre dans les rues de Londres, elle aperçoit son frère Arthur dans une voiture qui passe à toute vitesse... |                          |                                       |                                             |                       |
| 39 | Le Bal des débutantes    | 王室舞踏会は 危険がいっぱい!          | Oshitsu butōkai ha kiken gaippai !          | 14 janvier 1984       |
| Pour ne pas poser de problèmes à la famille Barnier, Georgie a décidé de les quitter, mais elle ne sait pas où aller. La jeune fille se renseigne dans un bar pour savoir où habitent Dick et Emma. Les jeunes mariés acceptent de lui offrir l'hospitalité... Lorsque Laurent retrouve sa chère et tendre, il décide de lui acheter une robe pour le bal... |                          |                                       |                                             |                       |
| 40 | La Peur                  | 脱出するロエル とジョージィ           | Dasshutsu suru roeru to jojii               | 21 janvier 1984       |
| Le duc de Roussac présente Laurent à la reine qui le félicite de son futur mariage avec Élise... De son côté Georgie rencontre Caïn, le sosie de son frère Arthur, qui la défend contre les moqueries d'Élise. Celle-ci apprend à la jeune fille que son père est un ancien forçat. Laurent entraîne Georgie à l'extérieur et tous deux s'enfuient précipitamment du bal. |                          |                                       |                                             |                       |
| 41 | Georgie vend le bracelet | 大切な指輪を 売るジョージィ           | Taisetsu na udewa wo uru jojii              | 28 janvier 1984       |
| Le duc de Roussac ayant découvert leur cachette, Georgie et Laurent doivent s'enfuir. Ils s'installent dans un village non loin de Londres. Pendant ce temps, Abel, persuadé que Caïn et Arthur sont la même personne, suit le carrosse du duc et découvre que son frère est retenu prisonnier. Georgie est contrainte de vendre son bracelet pour payer le loyer. |                          |                                       |                                             |                       |
| 42 | Le Sacrifice             | ロエルのために 必死に働くジョージィ   | Roeru notameni hisshi ni hataraku jojii     | 4 février 1984        |
| Laurent est tombé gravement malade. Du coup Georgie est obligée de travailler dur pour subvenir aux besoins de son ménage. Néanmoins, malgré tous ses efforts, la santé de Laurent s'aggrave chaque jour un peu plus. Si le jeune homme ne retourne pas à Londres, il ne vivra pas plus d'un mois... |                          |                                       |                                             |                       |
| 43 | Adieu Laurent            | さようなら 愛しいロエル               | Sayonara itoshii roeru                      | 11 février 1984       |
| Pour sauver son fiancé, Georgie se résigne à le ramener à Londres auprès d'Élise pour que les meilleurs soins lui soient prodigués. Désemparée, la jeune femme erre ensuite dans les rues de la capitale jusqu'à ce qu'elle rencontre Abel. Celui-ci lui raconte qu'Arthur est également à Londres mais qu'il est prisonnier du duc de Roussac. |                          |                                       |                                             |                       |
| 44 | Papa                     | 父にめぐり会う ジョージィ             | Chichi nimeguri au jojii                    | 18 février 1984       |
| Georgie apprend dans un journal le prochain mariage entre Élise et Laurent. Pendant ce temps, Arthur, au comble du désespoir, tente de mettre un terme à ses jours. Abel et Georgie l'apprennent et décident de tout mettre en œuvre pour le sauver. Entre-temps, ils font la connaissance d'un certain comte de Girard qui est en fait le père de Georgie. |                          |                                       |                                             |                       |
| 45 | La Fin du cauchemar      | 心は ブーメランのように               | Kokoroha bumeran noyōni                     | 25 février 1984       |
| Grâce à la complicité de Maria (la fille du duc) qui est amoureuse de Caïn / Arthur, celui-ci réussit à s'échapper. Quelque temps après, le duc de Roussac est arrêté par Scotland Yard pour tentative de meurtre à l'encontre de la reine. Le comte Girard quant à lui, est réhabilité. Contre toute attente, Georgie décide de quitter son père, qu'elle vient pourtant juste de retrouver, pour retourner avec ses deux frères dans son pays natal : l'Australie. |                          |                                       |                                             |                       |